# Projeto de software
Projeto de software, por vezes também referido como design de software (do inglês Software design), é a parte da engenharia de software que se encarrega de fazer todo o planejamento anterior ao desenvolvimento, incluindo a definição da arquitetura do software, e de transformar tudo em um documento ou conjunto de documentos capazes de serem interpretados diretamente pelo programador.
Para atingir esse objetivo, o projetista deve mapear as estruturas e funcionalidades identificadas na análise de requerimentos dentro do contexto e das restrições da arquitetura, de forma a tornar possível a construção do software. Ao longo do tempo e nos diversos processos de software existentes, várias ferramentas foram idealizadas para facilitar e atingir este objetivo, tais como:
- Design por contrato
- Model Driven Architecture (MDA) e Model Driven Design (MDD)
- Design Patterns
- Refatoração